# FuboTV
FuboTV (stylisé comme fuboTV) est un service américain de vidéo à la demande par abonnement, qui propose principalement des événements sportifs en direct comme la NFL, MLB, NBA, NHL, MLS et le soccer international, mais aussi des actualités, des séries télévisées et des films. 
Le service est disponible aux États-Unis, au Canada et depuis 2018 en Espagne.

## Historique de la société
FuboTV a été cofondée en janvier 2015 par David Gandler (PDG), Alberto Horihuela (CMO) et Sung Ho Choi. Lancé en janvier 2015 en tant que service de streaming de football, FuboTV est passé à un service tout-sport en 2017, puis à un modèle de distributeur de programmation vidéo multicanal virtuel (vMVPD).  En tant que vMVPD, FuboTV se qualifie toujours de « sport d'abord », mais sa gamme de chaînes s'est élargie à la diffusion de chaînes en raison du mouvement d'économie, offrant une sélection de principales chaînes câblées et de fonctionnalités OTT pouvant être diffusées via les téléviseurs intelligents, les mobiles, les tablettes et le Web. FuboTV est le seul vMVPD à être lancé en dehors de l'Amérique du Nord. 
Le 18 avril 2018, FuboTV annonce avoir levé 75 millions d'USD auprès d'AMC Networks, 21st Century Fox, Luminari Capital, Northzone, Sky et Scripps Networks Interactive (désormais Discovery),.
Le 15 octobre 2018, FuboTV annonce qu'elle approchait les 250 000 abonnés, une augmentation de + 100% par rapport à l'année précédente. Il a également enregistré 30000 ajouts nets au troisième trimestre de 2018, devant la plupart de ses plus gros concurrents et signe que l'intérêt pour les vMVPD continue de croître.  En décembre 2018, Fubo a annoncé son intention de s'étendre en Espagne.  FuboTV a été nommé sur la liste des prochaines startups d'un milliard de dollars de Forbes en 2019. 
Le 6 janvier 2020, le site Web The Information a rapporté que FuboTV comptait actuellement entre 300 000 et 400 000 abonnés. 

### 2020: Fusion avec FaceBank
Le 23 mars 2020, Bloomberg News rapporte que FaceBank Group, une société de technologie de divertissement virtuel, avait conclu un accord de fusion avec fuboTV. À la clôture, la société fusionnée prendra le nom fuboTV et sera dirigée par l'actuel PDG de fuboTV, David Gandler. Selon l'article, fuboTV prévoit d'exploiter le portefeuille de propriété intellectuelle de Facebank pour créer de nouvelles expériences de streaming pour les consommateurs et également se développer à l'international. FaceBank est négocié sur la bourse de gré à gré et, à la suite de la fusion, Gandler note que la société prévoit de passer à une cotation boursière.. Après la fusion, l'ancien président du Warner Music Group, Edgar Bronfman Jr., est nommé président exécutif du conseil et le premier investisseur de Spotify Par-Jorgen Parson et le capital-risqueur Daniel Leff sont nommés au conseil, tous trois sont les premiers investisseurs de FuboTV. 
Le 4 mai 2020, FuboTV publie ses résultats de clôture 2019 avec près de 316000 abonnés payants, des revenus augmentés de 96% en 2019 atteignant 146,5 millions de dollars. Parmi les informations disponibles dans le rapport financier, deux entreprises sont déclarées comme actionnaires : la Walt Disney Company avec 16% et Discovery avec 12,9 %.
Le 11 août 2020, dans son dossier d'introduction en bourse, Facebank Group fournit les participations suivantes : Comcast 13,6 %, Northzone 12,76% , Disney 12,09, ViacomCBS 11,15 %, AMC Networks 6,55 %.

## Contenus

### Historique des accords
Au lancement, FuboTV coûtait 7 $ par mois et offrait des diffusions en direct de chaînes axées sur le football. Début 2017, Fubo a évolué pour devenir un service de streaming plus large, ajoutant des programmes de divertissement et d'actualités en plus du football et des sports de la NFL, de la NBA, de la MLB et de la LNH.  
Selon Fast Company, FuboTV se qualifie toujours de «sport d'abord», mais au lieu d'être le « Netflix du football », et se présente maintenant comme un concurrent direct de la télévision par câble et des offres de diffusion en direct telles que Sling TV et DirecTV Now. FuboTV a été le premier service de streaming TV en direct à prendre en charge la vidéo 4K HDR (Coupe du monde 2018), et il a été le premier à adopter une norme de l'industrie pour la gestion des pannes sportives. Il a également introduit l'insertion d'annonces dynamiques avant Hulu et YouTube TV.  Il existe plusieurs options de service avec différentes listes de chaînes, y compris le forfait de base, fubo Standard, avec plus de 100 chaînes, et des packages complémentaires comme Extra, Sports Plus, fubo Cycling, Latino Plus et Português Plus.    
Le 20 février 2019, Fubo annonce l'ajout des chaînes de Viacom Networks le 30 avril 2019,.Ces chaînes Viacom sont lancées sur fuboTV en Espagne en 2020. 
Le 5 mars 2019, FuboTV a étendu sa prise en charge 4K à Big Ten Network. Le 1er mai 2019, FuboTV ajoute Comet à sa gamme. 
Le 23 mai 2019, fuboTV et FanDuel s'associent pour intégrer des données de paris sportifs sur le service de streaming TV en direct. L'accord comprend la diffusion des chaînes de courses hippiques TVG et TvG2, tous deux détenus par FanDuel.  
Le 19 juin 2019, FuboTV annonce qu'elle ajouterait les chaînes de Discovery à celle de Scripps Networks Interactive, les deux sociétés ayant fusionnées .
Le 1er janvier 2020, FuboTV stoppe la diffusion de Fox Sports Networks invoquant une augmentation des coûts après l'acquisition des chaînes par Sinclair Broadcast Group. Le 9 mars 2020, fuboTV lance NHL Network avec des projets pour ajouter MLB Network et MLB Network Strike Zone "dans les semaines à venir" et amener les quatre réseaux de ligues sportives professionnelles sur la plateforme. 
Le 24 juin 2020, FuboTV annonce un accord avec Disney Media Networks pour diffusion les chaînes ESPN et Walt Disney Television (ABC, Disney Channel, FX, National Geographic, Freeform et plus) au service de streaming axé sur le sport au cours de l'été. L'accord était de faire de FuboTV une "force dans le streaming sportif", selon Fortune . Il est mis en ligne le 1er août.  
Le 1er juillet 2020, FuboTV supprime la diffusion de toutes les chaînes de Turner Networks comprenant CNN, TBS et Turner Classic Movies,.
En novembre 2021, FuboTv rachète le français Molotov TV.

### Chaînes proposées
En août 2020, fuboTV propose des réseaux de sports, de divertissement et d'informations, notamment:
- ABC,
- CBS,
- Fox,
- NBC,
- A&E,
- AMC,
- Bravo,
- CNN
- Fox News,
- Disney Channel,
- Discovery,
- ESPN
- Food Network,
- Freeform,
- FX,
- HGTV,
- MTV,
- National Geographic,
- Nickelodeon,
- Paramount Network,
- Showtime,
- Telemundo,
- TLC,
- Turner Classic Movies
- TV Land,
- Univision
- VH1